# BMW 5 Серії (E28)
Кузов E28 прийшов на зміну кузова Е 12 (першому в п'ятій серії і взагалі першому кузову, що дав початок «серіям» фірми BMW). Новий автомобіль Е28 схожий на Е12, але має злегка змінені пропорції (трохи ширше), за рахунок чого машина виглядає нижчою та стрімкою. E28 має більше варіантів двигуна, невеликі зовнішні відмінності в дизайні і набагато покращену підвіску (краще збалансовану, надійнішу, що робить автомобіль дуже стійким у повороті).

## Історія

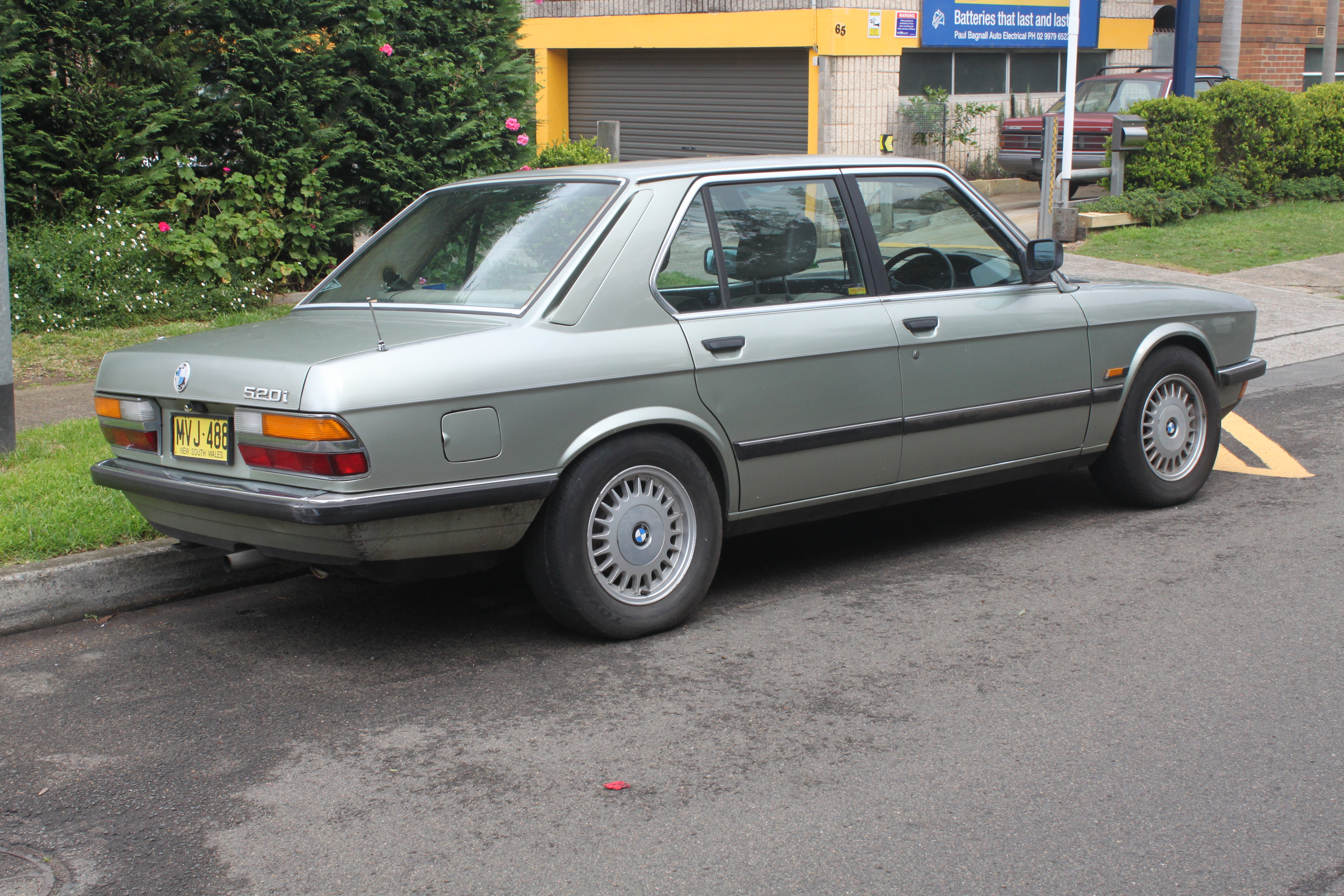
BMW 528i (E28)

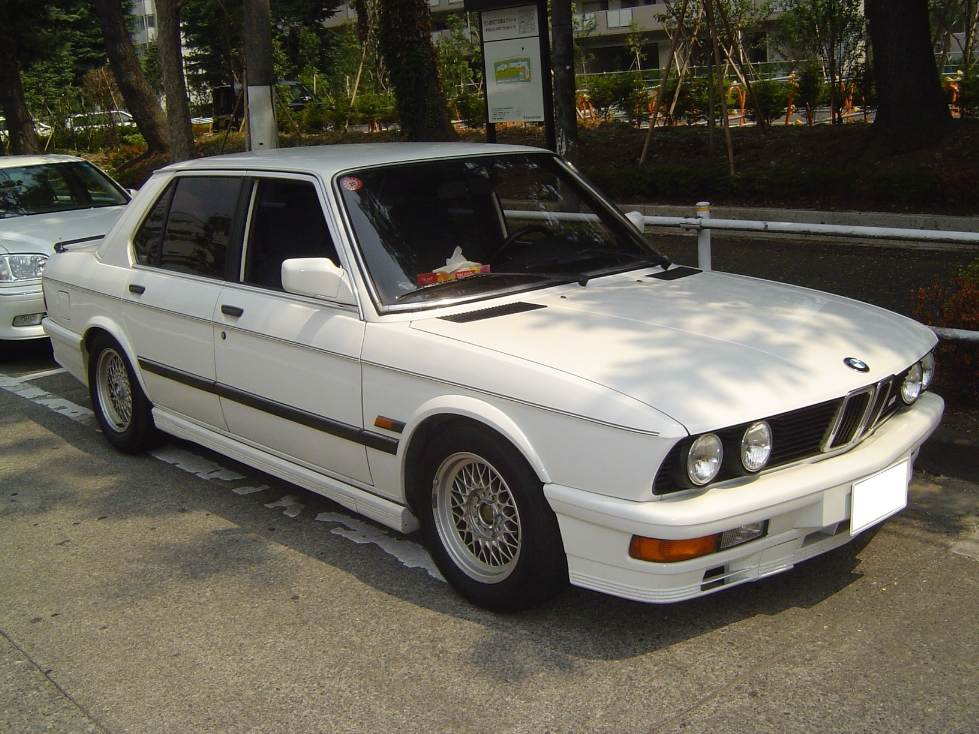
BMW M535i (1985-1987)

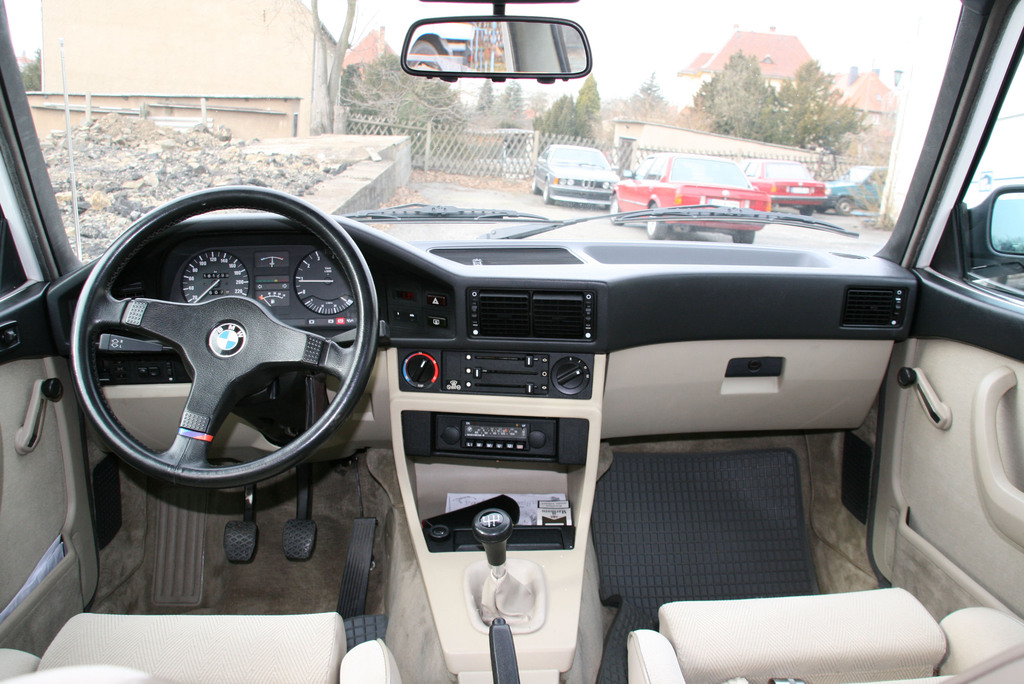

Е28 вперше з'явився в червні 1981 року з чотирма варіантами двигуна, включаючи перший в історії фірми дизельний автомобіль. 
Найчудовіші моделі E28 з'явилися в 1985 році в особі модель M535i, що отримала двигун 6-7 серій, спортивну підвіску BMW Motorsport і сидіння Recaro, а також модель M5, повністю випускалася відділенням BMW Motorsport і що отримала понад те спортивний двигун S38 з двома розподільчими валами, 24 клапанами, потужністю 286 к.с. і модифіковану гальмівну систему. 
ABS з початку виробництва встановлювалася опціонально на 524td, 525i та 528i. З 1985 року ABS — стандарт на моделях 535i, M535i та M5 і як опція доступна на всіх моделях. 
Більшість 535 моделей (крім оснащених АКПП) має антипробуксовочну систему (диференціал з обмеженим прослизанням) з коефіцієнтом 25%. 
На всіх моделях стандартно є гідропідсилювач керма, двопозиційний люк і електропривод водійського бічного дзеркала. 
Більшість моделей оснащуються 5-ступінчастою ручною коробкою передач. 3-ступінчаста, а наприкінці випуску — 4-ступінчаста автоматична коробка опціонально ставилася майже на всі моделі. Наведені вище дані відповідають річний коробці (для автоматичної час розгону до 100 км / год трохи нижче). 
Передні гальма на моделях 518, 518i, 520i, 524d та 524td — дискові, задні — барабанні. На старших моделях спереду ставилися вентильовані диски, ззаду — звичайні диски. 
Моделі 535i і M535i розрізняються підвіскою і салоном. На першій — стандартна E28, на другій — Motorsport.

## Двигуни
- M10 (518i, 518)
- M20 (520i, 525e, 528e)
- M21 (524d, 524td)
- M30 (525i, 528i, 533i, 535i, M535i)
- S38 (M5)

## Продажі
| Модель | 518    | 518i   | 520i    | 525e   | 528e   | 525i   | 528i   | 535i   | M535i | 524d  | 524td  | M5    |
| ------ | ------ | ------ | ------- | ------ | ------ | ------ | ------ | ------ | ----- | ----- | ------ | ----- |
|        | 40.906 | 48.056 | 216.469 | 40.621 | 89.853 | 54.063 | 82.374 | 37.024 | 9.483 | 4.239 | 74.602 | 2.241 |

## Зноски
1. ↑  5 Серия :: Е28. Архів оригіналу за 7 березня 2010. Процитовано 14 травня 2010. [Архівовано 2010-03-07 у Wayback Machine.]